# Ptychosperma waitianum
Ptychosperma waitianum là loài thực vật có hoa thuộc họ Arecaceae. Loài này được Essig miêu tả khoa học đầu tiên năm 1972.